# 호른 줄러

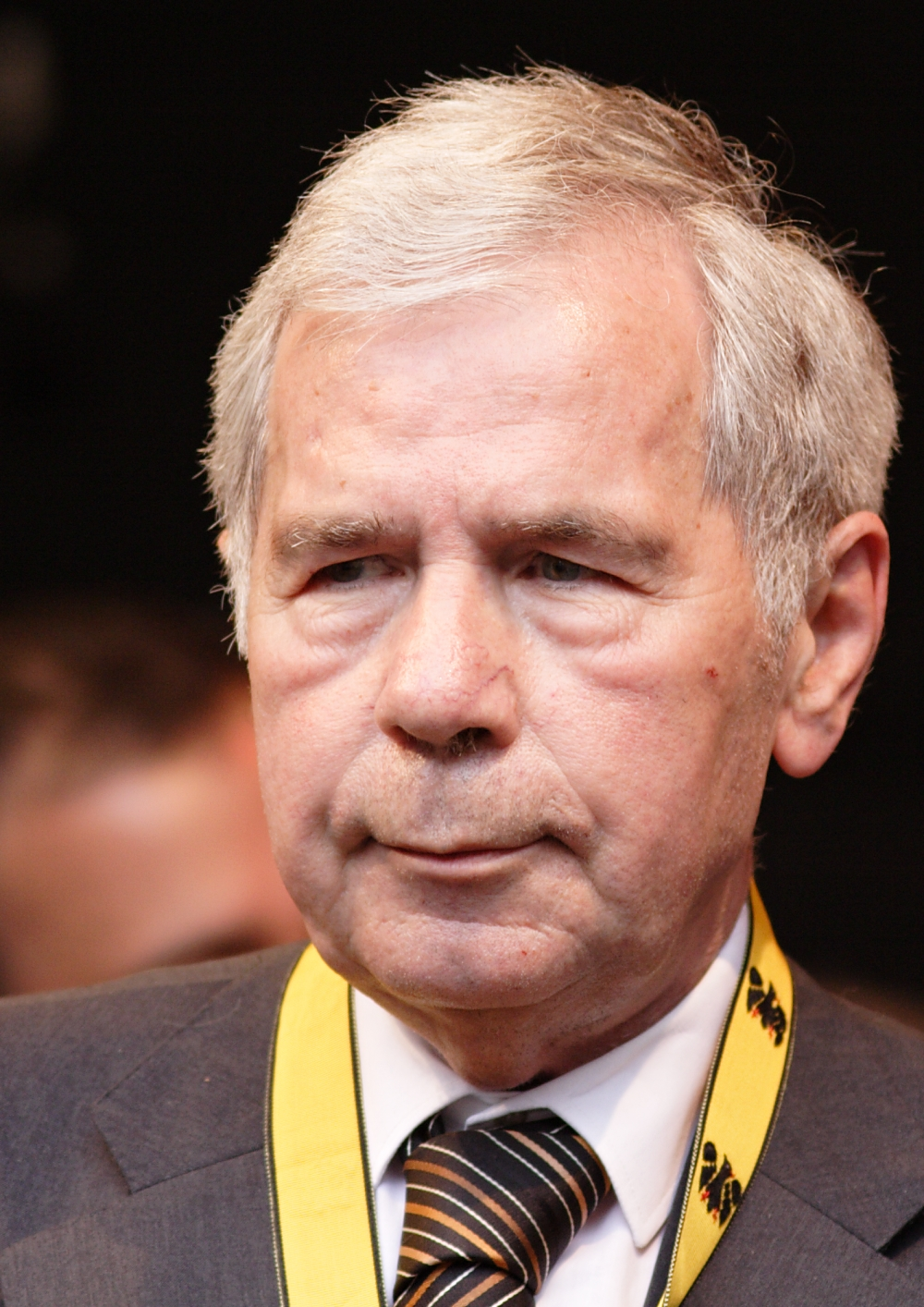
호른 줄러

호른 줄러(헝가리어: Horn Gyula, 1932년 7월 5일 ~ 2013년 6월 19일)은 헝가리의 전 총리이다.

## 생애
1989년 헝가리 외무부 장관 재직 시절 헝가리에 체류하던 동독 난민의 서독 입국을 허용하여 독일의 재통일을 촉진시켰다. 이 과정에서 1만명 이상의 동독 국민이 서독으로 탈출했는데 이는 베를린 장벽의 붕괴로 이어지게 된다. 사회당 당수로 집권에 성공해 1994년 7월 15일부터 1998년 7월 8일까지 헝가리의 총리를 지냈다. 총리 재임 중에는 국유 재산을 외국 기업에 매각하는 등 자유시장 정책을 폈다. 2007년부터 노환으로 부다페스트 국군병원에 입원해왔다가 2013년 세상을 떠났다.

## 기타
- 총리 재임 중 1956년 헝가리 혁명 시기에 헝가리에 진입한 소련군 철수를 주장하며 대규모 시위를 벌인 학생과 노동자 등을 무자비하게 진압한 민병대 가담 경력이 공개되면서 비판을 받았다.

| 전임 보로시 페테르 | 헝가리의 총리 1994년 ~ 1998년 | 후임 오르반 빅토르 |